# 细裂叶马先蒿
细裂叶马先蒿（学名：Pedicularis dissectifolia）为列当科马先蒿属的植物，为中国的特有植物。分布在中国大陆的云南等地，生长于海拔3,800米至4,000米的地区，目前尚未由人工引种栽培。